# Baruihuda
Baruihuda é uma vila no distrito de Nadia, no estado indiano de Bengala Ocidental.

## Demografia
Segundo o censo de 2001, Baruihuda tinha uma população de 9575 habitantes. Os indivíduos do sexo masculino constituem 51% da população e os do sexo feminino 49%. Baruihuda tem uma taxa de literacia de 58%, inferior à média nacional de 59,5%; com 58% para o sexo masculino e 42% para o sexo feminino. 14% da população está abaixo dos 6 anos de idade.